# Antonio Beltrami
Antonio Beltrami (Cremona, 1724 – 1784) è stato un pittore italiano, attivo nel tardo barocco e nel neoclassico.

## Biografia
Nacque a Cremona. Fu allievo di Francesco Boccaccino, proveniente dalla scuola di Carlo Maratta . Suo fratello maggiore, Giovanni Battista, era un incisore.
Il Beltrami dipinse a 16 anni una tela raffigurante Santi dell'ordine francescano per la chiesa dei Minoriti Osservanti di Sant'Angelo a Cremona. Si recò alla corte reale di Vienna per eseguire ritratti e decorare mappe.